# Офелия (ураган, 2017)
Ураган «Офелия» (англ. Hurricane Ophelia) — сильный тропический и внетропический циклон в северо-восточной части Атлантического океана. Также один из самых сильных штормов, который поразил Ирландию за последние 50 лет.
Три человека погибло в Ирландии. Общие убытки от урагана были меньше, чем первоначально предполагалось, с минимальной оценкой общих застрахованных убытков в Ирландии и Соединённом Королевстве на сумму 88 миллионов долларов США.

## Метеорологическая история

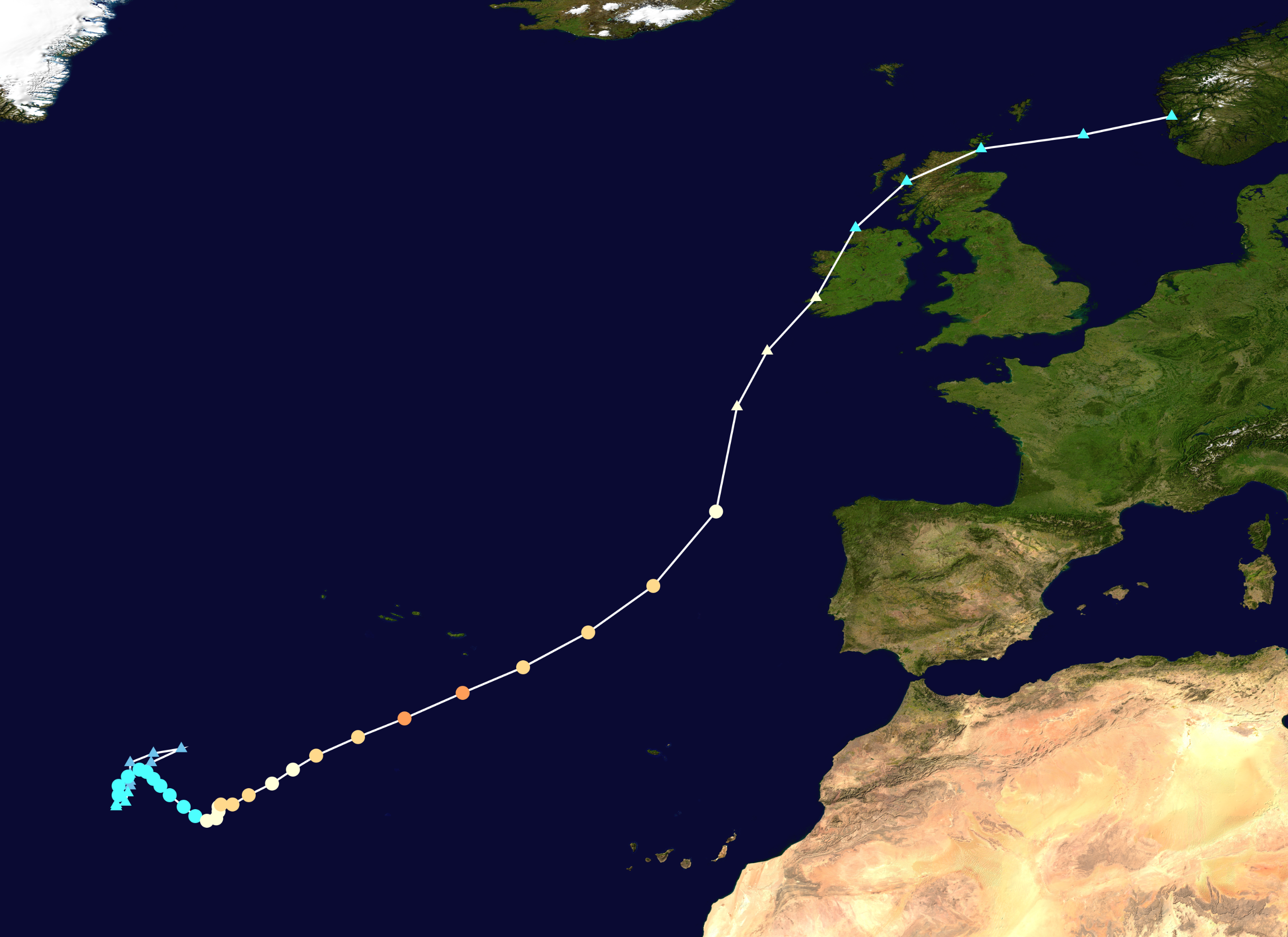
Карта пути и интенсивности шторма по шкале Саффира — Симпсона

3 октября вдоль неподвижного фронта примерно в 460 миль (740 км) к западу от Азорских островов образовалась широкая зона низкого давления. Низменность извивалась над Северной Атлантикой в течение нескольких дней. 6 октября сформировалось большое ветровое поле, связанное с минимумом. Низменность развивала только неглубокую слабую конвекцию вместе с длинной изогнутой полосой облаков и центром холодного ядра — типичные характеристики внетропического минимума. На следующий день система начала приобретать субтропические характеристики, благодаря теплой температуре поверхности моря 81 °F (27 °C), таким образом, Национальный центр ураганов(NHC) отметил высокую вероятность тропического циклогенеза. Хотя система потеряла часть своей организации из-за сухого воздуха на среднем уровне, ей удалось создать ураганные ветры и четко очерченный центр. Глубокая конвекция продолжала развиваться около центра в начале 9 октября, и NHC классифицировал систему как тропический шторм Офелия в 06:00 UTC, примерно в 875 миль (1410 км) к западу-юго-западу от Азорских островов.

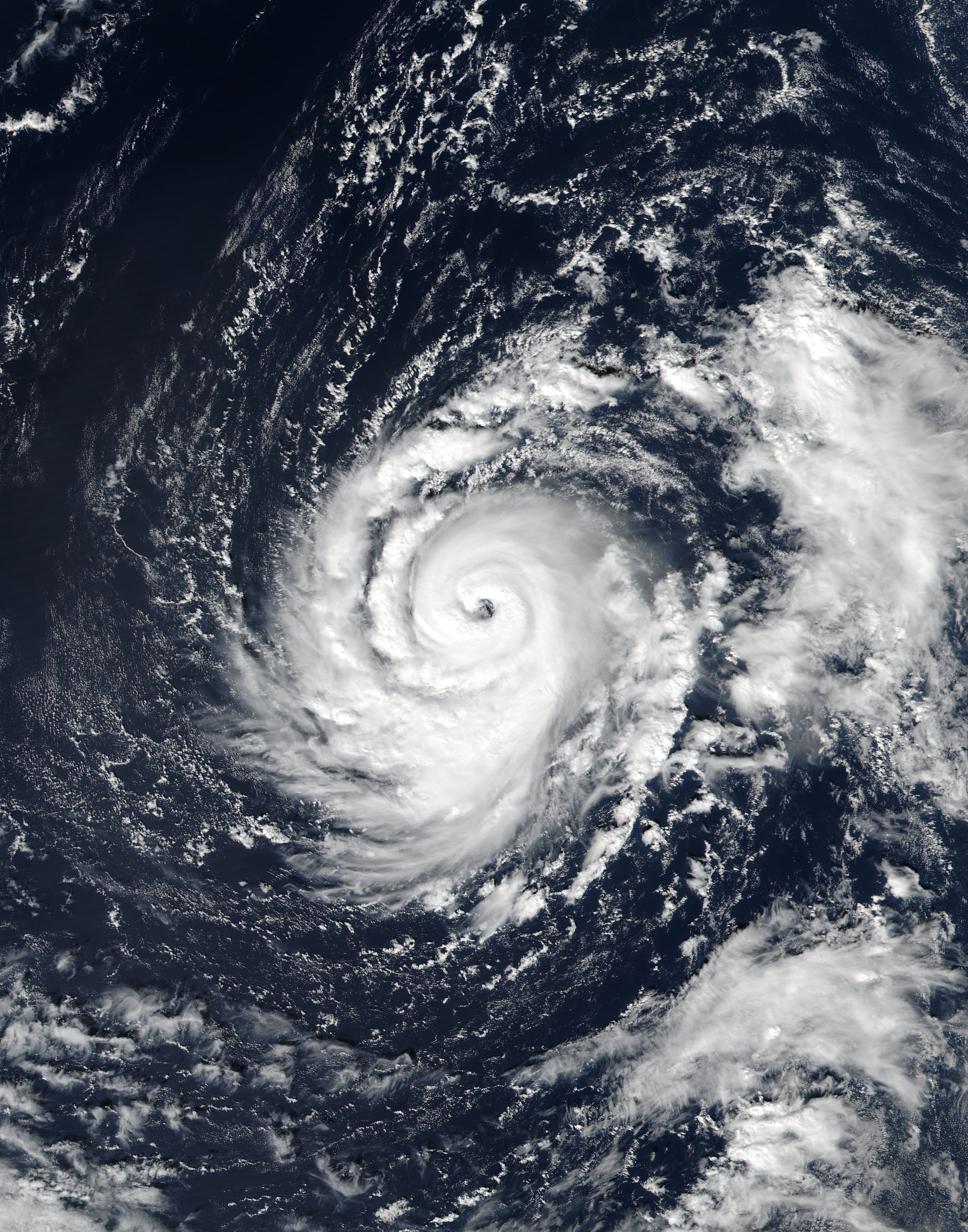
Ураган Офелия около своей начальной максимальной интенсивности 12 октября

Несмотря на движение над умеренно теплыми водами с температурой 79,7 °F (26,5 °C), влияние низких температур, теплого воздуха и уменьшение сдвига ветра позволило Офелии постепенно усилиться. В то же время Офелия дрейфовала на несколько сотен миль к юго-западу от Азорских островов из-за того, что она была отрезана от западных ветров средних широт. Кроме того, большой температурный контраст между необычно теплой поверхностью океана и чрезвычайно низкими температурами в верхних слоях атмосферы обеспечил нестабильность грозам Офелии, что позволило шторму продолжать усиливаться, несмотря на умеренно высокие температуры океана. Поздно 10 октября Офелия начала двигаться на юго-восток, поскольку она встроилась в средний и верхний уровни. Небольшое ухудшение структуры шторма привело к некоторому ослаблению в начале 11 октября, но это было недолгим, поскольку глубокая конвекция охватила весь шторм. После разработки рваного глаза, NHC повысил Офелию до урагана в 18:00 UTC около 760 миль (1225 км) к югу от Азорских островов. После Офелия стала рекордным десятым ураганом подряд, образовавшимся в течение сезона ураганов 2017 года; это был четвёртый такой случай после сезонов 1878, 1886 и 1893 годов. Впоследствии Офелия неуклонно усиливалась, становясь почти неподвижной, усиливаясь до урагана 2-й категории поздно вечером 12 октября, когда глаз стал более четким. Офелия достигла своего первоначального пика интенсивности в 06:00 UTC 13 октября с максимальными продолжительными ветрами 105 миль в час (165 км/ч) и центральным давлением 966 мбар (гПа; 28,53 дюйма ртутного столба).
Ураган усилился на северо-восток позже в тот же день Офелия немного ослабла. Верхняя часть облаков нагрелась из-за умеренного вертикального сдвига ветра, но вскоре после этого сдвиг ветра уменьшился, что позволило Офелии снова укрепиться. Его глаз стал более четким, и NHC повысил категорию Офелию до урагана 3 категории в 12:00 UTC 14 октября; на высоте 27,7 ° з. д. это был самый дальний восток из тех, что наблюдались штормы такой интенсивности в спутниковую эру. Он достиг своей максимальной интенсивности одновременно с максимальными устойчивыми ветрами 115 миль в час (185 км / ч) и центральным давлением 959 мб (гПа; 28,32 дюйма ртутного столба), находясь примерно в 575 миль (925 км) к юго-западу от Азорских островов. Рано 15 октября усиливающийся сдвиг ветра и холодные воды до 68 °F (20 °C) привели к постепенному ослаблению Офелии. Погруженная в быстрый юго-западный поток, Офелия мчалась на северо-северо-восток со скоростью 38 миль в час (61 км/час). Потеряв всю свою глубокую конвекцию и привязавшись к теплому и холодному фронтам, шторм стал внетропическим в 00:00 UTC на следующий день, примерно в 500 км к юго-западу от Мизен-Хед.. Затем внетропическая система достигла берега на юго-западе Ирландии, недалеко от острова Валентия при скорости ветра 75 миль в час (120 км/ч) в 11:00 UTC. После этого внетропические остатки Офелии проследовали над Ирландией и совершили второй выход на сушу в Соай, Внутренние Гебридские острова, с ветром 60 миль в час (95 км/ч) в 23:45 UTC. 17 октября внетропическая депрессия повернула на восток-северо-восток и прослеживалась над Северным морем. Шторм совершил свой третий и последний выход на сушу в Воге, Остеволл, при скорости ветра 45 миль в час (75 км/ч) в 17:30 UTC, а затем рассеялся над Норвегией рано утром 18 октября.

## Подготовка и последствия

Предшественник Офелии перед формированием 8 октября

### Азорские острова
Португальский институт моря и атмосферы выдал красный цвет предупреждение из-за проливных дождей в восточной группе островов Сан-Мигель, Санта-Мария и Формигас по 14 октября с 17:59 UTC до 23:59 UTC. Оранжевый цвет предупреждение о шторме было выпущено для восточной группы с полудня до ночи с 14 на 15 октября, а также жёлтый цвет предупреждения для открытого моря. Предупреждения об осадках были также выпущены для центральной группы — Терсейра, Грасиоза, остров Сан-Хорхе, Пико и Файал.
Президент Региональной службы гражданской защиты Азорских островов подполковник Карлос Невес заявил, что серьёзных повреждений нет. Сильный ветер повалил четыре дерева на Сан-Мигель, три в районе Понта-Делгада и одно в Повоасан. На острове также произошло небольшое наводнение. В центральной группе Азорских островов было несколько случаев легких повреждений, в одном доме протекала крыша.

### Пиренеи

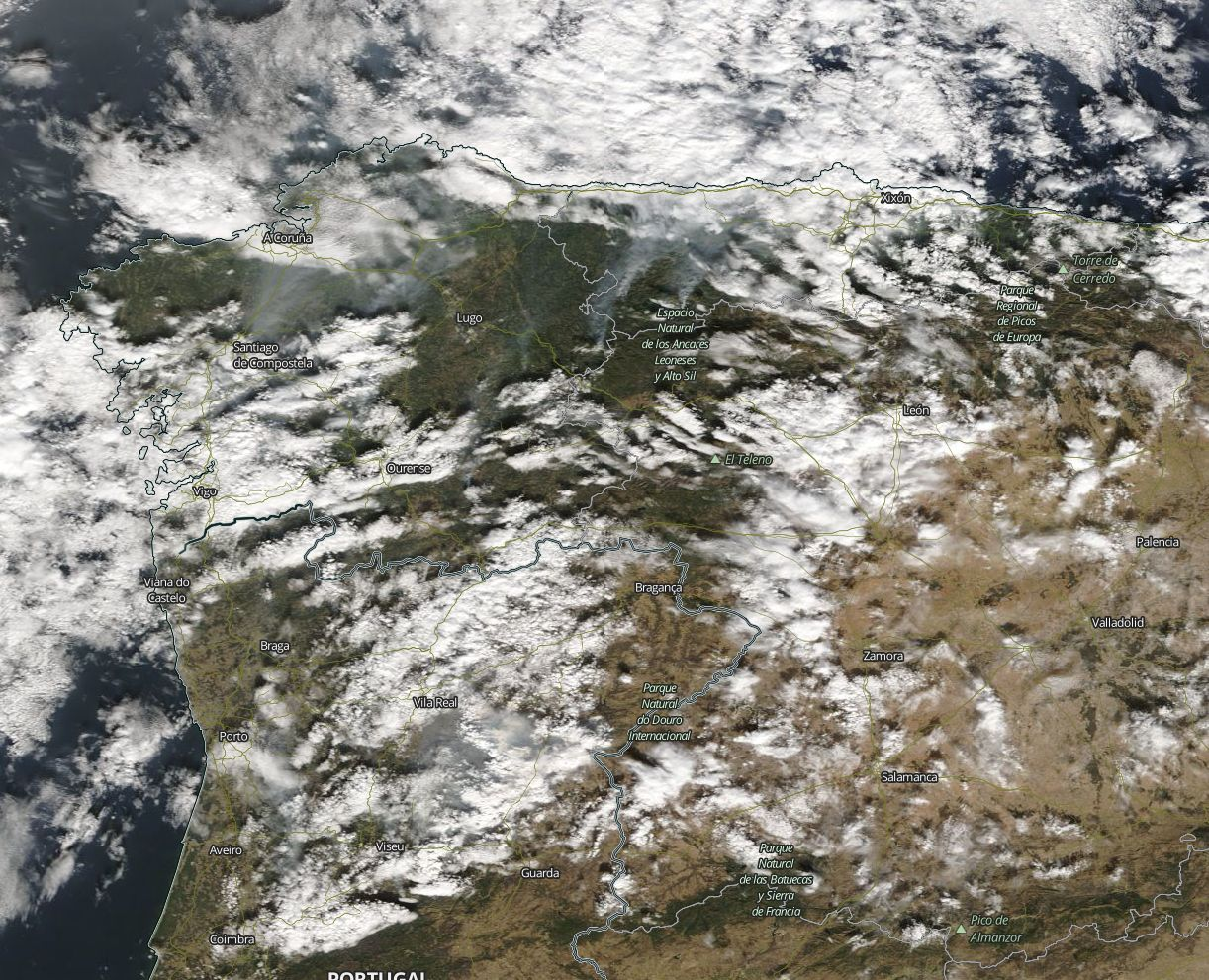
Спутниковый снимок, на котором запечатлен дым от лесных пожаров в северной Португалии и северо-западной Испании 15 октября перед ураганом Офелия

Начиная с 15 октября 2017 года ветры Офелии раздули лесные пожары как в Португалии, так и в Испании. В результате лесных пожаров погибли по меньшей мере 49 человек, в том числе 45 в Португалии и четыре в Испании, а ещё десятки получили ранения.. В Португалии более 4000 пожарных тушили около 150 пожаров. В Отчете о тропических циклонах Национального центра по ураганам об урагане Офелия пожары не упоминаются, поэтому связанные с ними жертвы не включены в общую сумму урагана.

### Ирландия

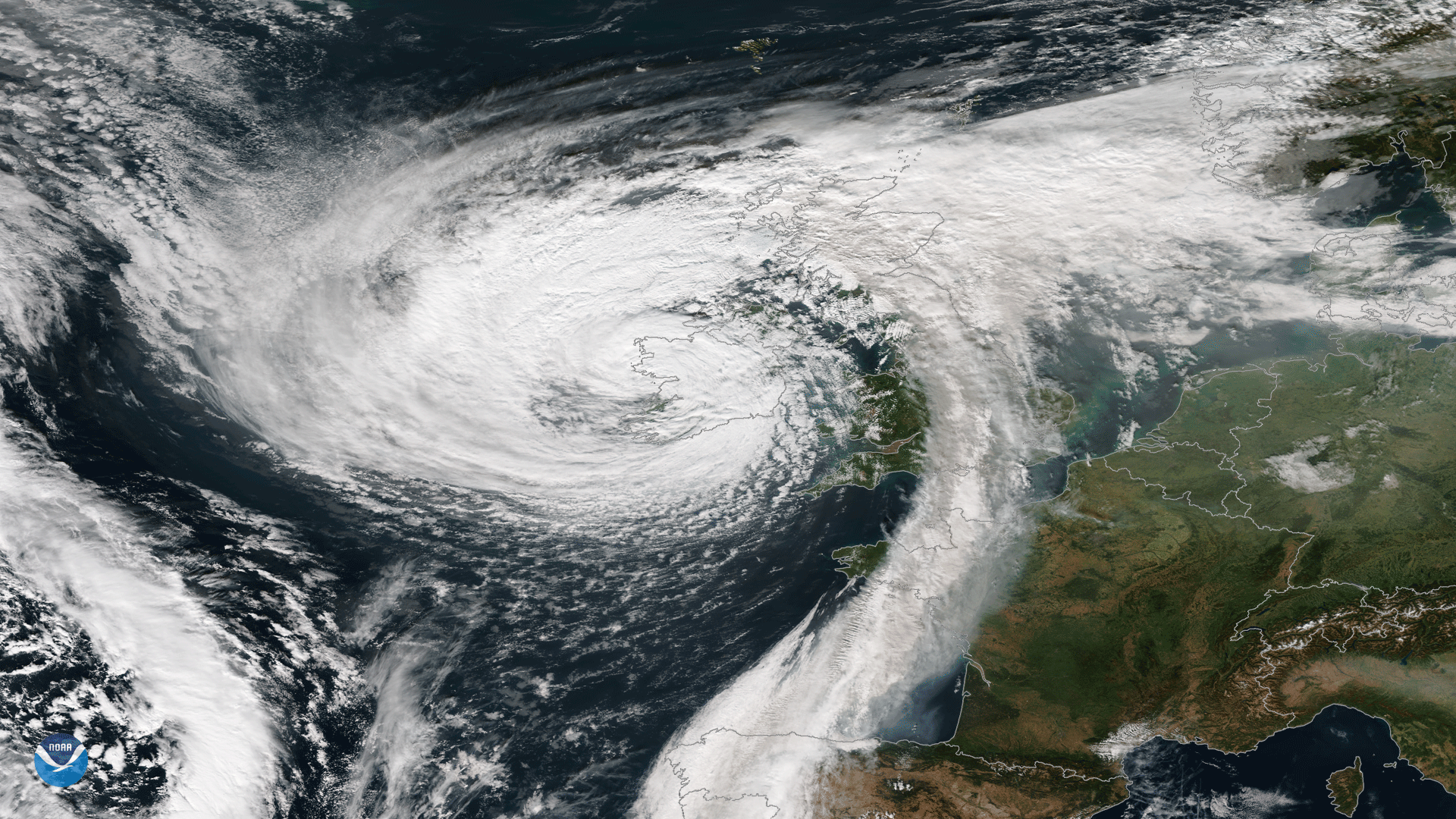
Офелия выходит на берег в Ирландии в виде внетропического циклона 16 октября

Национальная метеорологическая служба Ирландии Met Éireann сообщила 12 октября, что шторм достигнет Ирландии. 14 октября он выпустил предупреждение, для некоторых частей Ирландии. Выдача такого предупреждения более чем за 48 часов до события была «беспрецедентной», поскольку такие предупреждения обычно выдаются в течение 24 часов после события. 15 октября Национальный центр по координации чрезвычайных ситуаций и организация Met Éireann собрались, чтобы проинформировать общественность о посттропическом шторме, достигшем Ирландии. В 20:15 15-го числа «красный уровень опасности» был расширен на всю Ирландию, и все государственные образовательные услуги были подтверждены как отмененные.
Департамент образования и профессиональной подготовки подтвердили, что все средние школы будут закрыты 16 и 17 октября. Другие общественные службы будут прекращены, такие как суды, институты, такие как UCC , CIT , Университет Лимерика и Технологический институт Уотерфорда.. Aer Lingus подтвердила, что ряд рейсов из аэропортов Корк и Шаннон будут отменены, с вероятностью отмены 50 рейсов. Весь общественный транспорт, ранее намеченный в зоне красной тревоги, был отменен, в том числе автобусы, поезда и паромы. Bus Éireann объявил об отмене школьных автобусов на западе Ирландии после того, как Met Éireann выпустил редкое предупреждение, затрагивающее юго-западные и западные округа Уэксфорд , Уотерфорд , Корк , Керри , Клэр , Мейо и Голуэй.. Департамент жилищного строительства, планирования и местного самоуправления подтвердил, что представители общественности не должны совершать ненужные поездки, особенно в пределах зон предупреждения о красном уровне, и департамент подтвердил потенциальную опасность урагана для жизни.
16 октября порывы со скоростью до 191 км/ч (119 миль/ч) были зарегистрированы на скале Fastnet Rock у побережья графства Корк — это самая высокая скорость ветра, когда-либо зарегистрированная в Ирландии. 10-минутный устойчивый ветер в районе Рочес-Пойнт, также в графстве Корк, достиг 111 км/ч (69 миль/ч), с порывами 156 км/ч (97 миль/ч).
ESB Group подтвердила, что более 360 000 клиентов остались без электричества после урагана. Два человека, мужчина в Дандолке и женщина в Аглише, графство Уотерфорд, были убиты, когда деревья упали на их автомобили. В графстве Типперэри произошёл ещё один смертельный случай, когда мужчина расчищал упавшее дерево с помощью бензопилы. Двое мужчин погибли в отдельных инцидентах после получения смертельных травм во время ремонта повреждений, нанесенных Офелией и Штормом Брайаном. В Корке мужчина умер после того, как упал, работая на односкатной крыше, а в графстве Уиклоуеще один мужчина умер, упав с лестницы при ремонте сарая своей фермы. Первоначально предполагалось, что Офелия нанесёт Ирландии убытки на сумму 1,5 миллиарда евро (1,8 миллиарда долларов США), в основном из-за прекращения экономической деятельности в день её прохождения. Однако по состоянию на 24 октября количество страховых случаев по всей стране только достигло 50 миллионов евро (59 миллионов долларов США), что намного меньше первоначальной оценки ущерба. Общий ущерб по стране составил 68,7 миллиона евро (81,1 миллиона долларов США).

### Великобритания

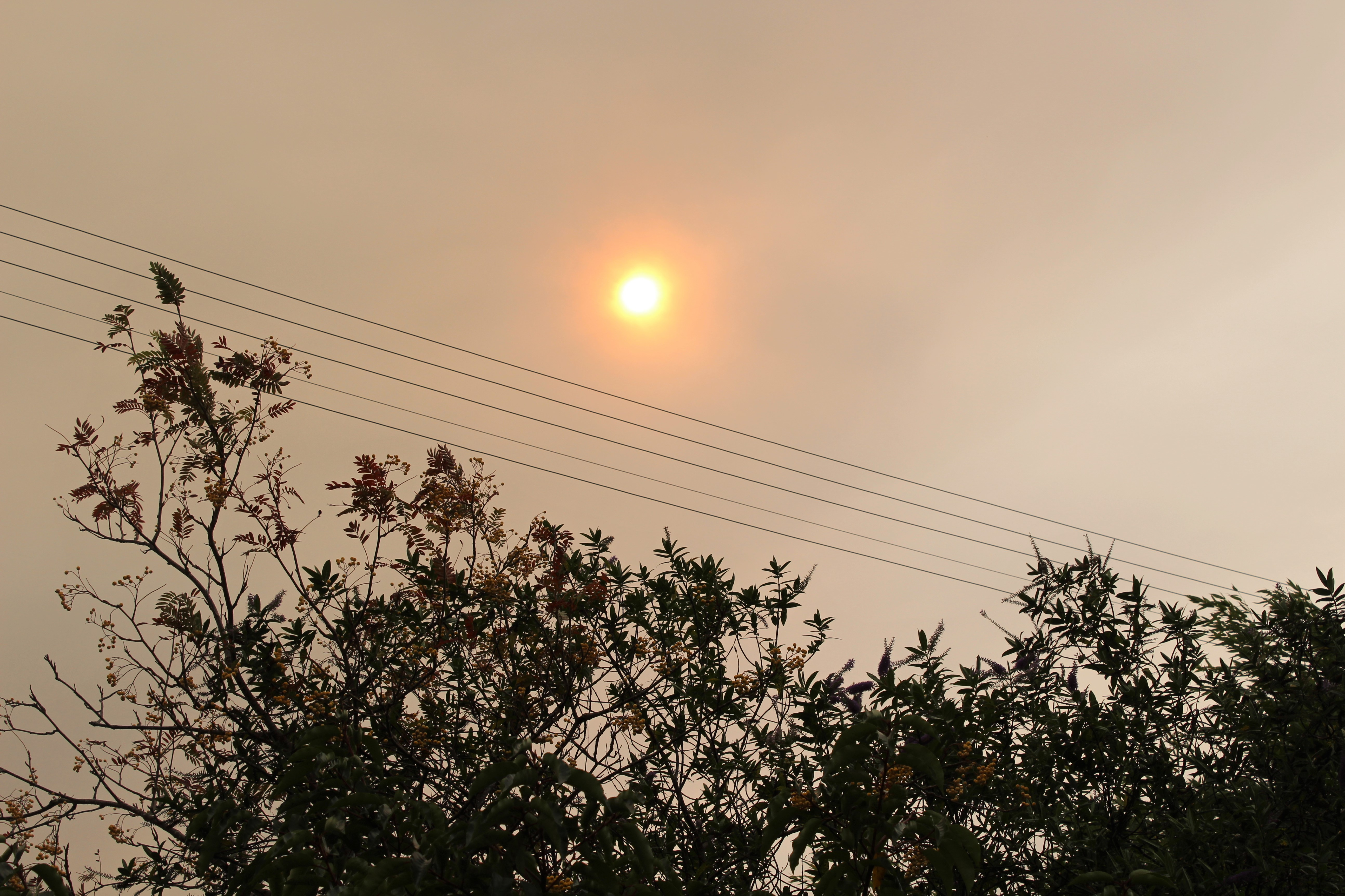
Пыль и дым Сахары, принесенные на север бывшим ураганом, создали туманное небо над некоторыми частями Соединённого Королевства 16 октября, в результате чего солнце стало оранжевым или красным.

Метеобюро в Соединённом Королевстве выдало первые погодные предупреждения12 октября из-за приближения Урагана Офелия. Предупреждение о суровой погоде, первоначально выпущенное 12 октября, представляло собой предупреждение о погоде жёлтого цвета для ветра, охватывающее Северную Ирландию, северную и западную Англию, Уэльс, а также южную и западную Шотландию и действующее с 12:00 до 23:55 BST 15 октября. Метебюро предупреждала об ожидаемых относительно серьёзных воздействиях, хотя с низким уровнем уверенности на данный момент заранее препятствовала выпуску предупреждений о погоде жёлтого цвета на начальном этапе. Впоследствии, 13 октября, для Северной Ирландии, южной Шотландии и северной Англии было выпущено жёлтое предупреждение о суровой погоде, действующее с 00:05 до 15:00 BST 17 октября. 15 октября погодное предупреждение о ветре в Северной Ирландии 16 октября было изменено на предупреждение о погоде жёлтого цвета.
Прибытие Офелии принесло сахарскую пыль в некоторые части Соединённого Королевства, придавая небу оранжевый или жёлтый оттенок сепии, а солнцу — красный или оранжевый оттенок. Странный запах «гари» также был зарегистрирован в Девоне, также связанный с пылью и дымом от лесных пожаров в Португалии и Испании. В разгар шторма в Орлок-Хед, графство Даун, наблюдались ветры до 115 км / ч (71 миль в час). В Северной Ирландии около 50 000 семей потеряли электроэнергию. Северной Ирландии, Уэльса и Шотландии ущерб оценивается в 5-10 миллионов фунтов стерлингов (6,6-13,3 миллиона долларов США).

### Эстония
В Таллинне (Эстония) прошёл чёрный дождь, потому что Офелия принесла в Эстонию дым и сажу от пожаров из Португалии, а также пыль из пустыни Сахара, сообщает Report со ссылкой на эстонские СМИ. «Мы просмотрели фотографии со спутников, и финская метеослужба подтвердила, что дым и сажа от пожаров в Португалии и частично пыль из Сахары достигли нас», — сказал метеоролог Тайми Пальяк

## Связь с изменениям климата
Ученый-климатолог Рейндерт Хаарсма из Королевского метеорологического института Нидерландов сказал, что изменение климата, вероятно заставит Европу увидеть больше ураганов, таких как Офелия, по мере того, как океаны становятся теплее, хотя они все ещё сравнивали результаты своей модели (ранее сообщалось в 2013 году) с результатами других климатические центры. Но профессора UCD Рэй Бейтс и Рэй МакГрат утверждали, что «что касается влияния температуры поверхности моря, исключительная сила штормовой Офелии была вызвана естественной изменчивостью», а не глобальным потеплением